# Al-Hilal Club
Al-Hilal Club (în arabă نادي الهلال للتربية) este un club de fotbal profesionist din orașul Omdurman, Sudan. Clubul concurează în prezent în Prima Ligă, primul nivel de fotbal din Sudan. Echipa își joacă meciurile de acasă pe stadionul cu același nume Al-Hilal.

## Istoria clubului
Clubul a fost fondat în 13 Februarie 1930. Numele Hilal este cuvântul arab pentru semilună – un nume ales într-o noapte când semiluna de lună era vizibilă în Omdurman. De asemenea, este primul club din lume care a fost numit Al-Hilal. Culorile alese de club au fost albastru închis și alb, adică culoarea cerului nopții și a Lunii.
În 1930, patru absolvenți ai Gordon Memorial College (acum Universitatea Khartoum) - Hamadnallah Ahmed, Yussuf Mustafa Al-Tini, Yusuf Al-Mamoon și Babikir Mukhtar - au decis să creeze un club sportiv în oraș. La acea vreme, cluburile erau numite după cartiere sau oameni. Fondatorii noului club nu s-au pus însă de acord cu ce nume să aleagă până când unul dintre fondatori, Adam Rajab, a văzut semiluna (Hilal în arabă). La 13 februarie 1930, Al-Hilal a devenit numele oficial al clubului. 
Cel mai mare rival al său este Al Merreikh, tot din orașul Omdurman, doar strada Al-Ardha separă echipele și împreună sunt cele mai puternice și de succes cluburi de fotbal din Sudan. Clubul împărtășește o rivalitate acerbă cu Al Merreikh, jocurile dintre ei vândându-se în mod regulat, fiind și singurul provocator realist la încununarea campionatului. În ceea ce privește numărul de campionate naționale câștigate (32), Clubul Poporului sunt vizibil superiori față de Al Merreikh, care au 23 de campionate naționale câștigate. În cupa națională a Sudanului, Al Hilal stă mult mai slab față de rivala sa, cu 8 cupe câștigate față de 25 cupe ale lui Al Merreikh.